# Vicenta Marín Parra
Vicenta Marín Parra es una profesora española.

## Biografía
Se licenció en Ciencias de la Educación por la Universidad de Granada en 1989. Cursó estudios de Doctorado en el Instituto Universitario de Investigación de Estudios de las Mujeres y de Género de la misma universidad y se doctoró en Filosofía y Ciencias de la Educación en 2006 gracias a una tesis sobre la Educación en Ceuta durante el periodo del protectorado español en Marruecos 1912-1956.
En 2001 llegó a Ceuta como profesora del Departamento de Pedagogía en la Facultad de Educación y Humanidades, actual Facultad de Educación, Economía y Tecnología. Fue vicedecana de Estudiantes y Extensión Universitaria entre 2008 y 2012. Ha participado en proyectos de investigación como La Mujer en la dirección de los Centros Escolares: un análisis de las barreras que dificultan el acceso a la Dirección y de los procesos de gestión y liderazgo escolar (2002-2005) y Evaluación de la incidencia de los saberes sobre las mujeres, feministas y de género en la docencia universitaria (2008-2009).